# Bryum thomsonii
Bryum thomsonii är en bladmossart som beskrevs av Mitten 1859. Bryum thomsonii ingår i släktet bryummossor, och familjen Bryaceae. Inga underarter finns listade i Catalogue of Life.